# 닝치고산밭쥐
닝치고산밭쥐 또는 린즈고산밭쥐(Neodon linzhiensis)는 비단털쥐과에 속하는 설치류의 일종이다. 티베트의 토착종이다. 털은 검은색과 갈색을 띤다. 귀가 털 밖으로 약간 튀어나와 있다. 표본은 휴경지와 근처의 티벳보리가 자라는 땅에서 발견된다. 같은 고산밭쥐속에 속하는 아이린고산밭쥐보다 크지만 시킴고산밭쥐보다는 작다. 종소명 "린지엔시스(linzhiensis)"는 모식 산지 린즈 시(닝치)를 의미하는 라틴어에서 유래했다.